# Maladie de Minamata
 Mise en garde médicale
La maladie de Minamata est une forme d'intoxication au mercure qui a touché durant des décennies des milliers d'habitants des pourtours de la baie de Minamata, au Japon.[source insuffisante] Les symptômes et syndromes subis par ces malades se caractérisent par des troubles physiques et neurologiques graves et permanents induits par l'intoxication in utero aux composés de mercure (monométhylmercure principalement). C'est un des exemples les plus souvent cités pour évoquer les « maladies industrielles ». En 2012, le ministre de l'Environnement japonais Gōshi Hosono a fait des excuses publiques auprès des malades et de leurs descendants au nom de l’État japonais. 

## Origine et découverte de la maladie de Minamata

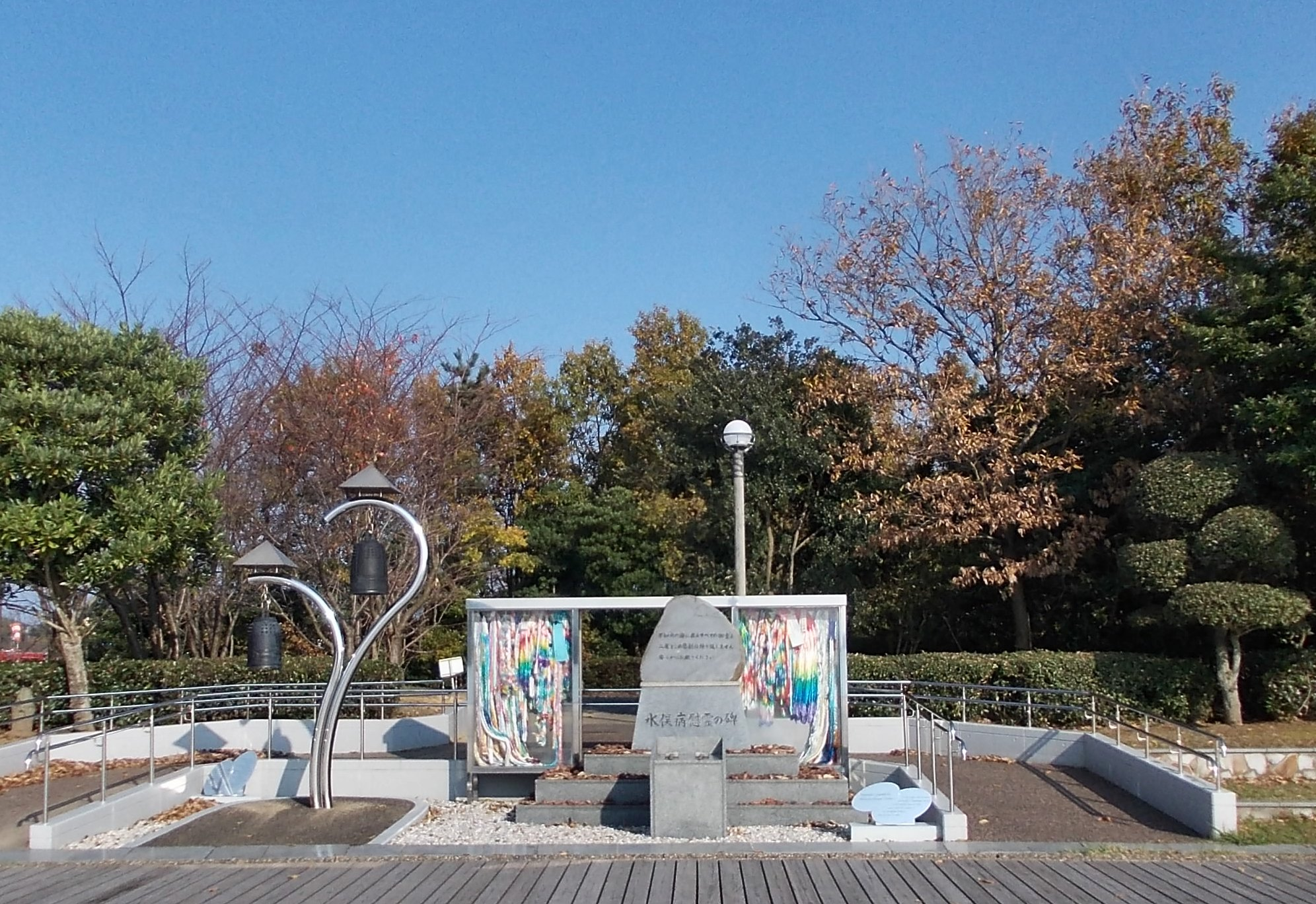
Cénotaphe, édifié en mémoire des morts et malades intoxiqué par le méthylmercure de l'usine Chisso de Minamata.

En 1907, le fondateur de la compagnie Chisso, Jun Noguchi, installe une usine pétrochimique à Minamata, au sud-ouest du Japon proche de la baie de Minamata. La main-d'œuvre est principalement locale mais les cadres dirigeants sortent des plus hautes universités japonaises.
L'usine utilise de l'oxyde de mercure comme catalyseur pour la synthèse de l'acétaldéhyde CH3CHO. À partir de 1932, cette usine rejette de nombreux résidus de métaux lourds dans la mer dont des composés mercuriels.
Vingt ans plus tard, les premiers symptômes apparaissent (de nombreux problèmes liés au système nerveux, par exemple la perte de motricité) et la première description de la maladie remonte à 1949. À cette époque, on considère l'entreprise Chisso comme un exemple de réussite économique : c'est une des rares entreprises qui ont su continuer à fonctionner durant la guerre.[réf. nécessaire]
À la suite notamment de la consommation de poisson, on compta près de 900 décès de 1949 à 1965. La firme a par ailleurs reconnu 2 200 malades officiels mais a payé près de 10 000 personnes atteintes pour qu'elles arrêtent les poursuites judiciaires (l'équivalent de 22 000 dollars chacun).
Des mères ne présentant aucun symptôme ont donné naissance à des enfants gravement atteints (malformations congénitales plus ou moins lourdes, handicaps divers ou multiples, enfants mort-nés…).
En 1959, le docteur Hajime Hosokawa, employé de la firme Chisso, acquit la certitude, à la suite d'expériences qu'il mena sur plusieurs centaines de chats, que les phénomènes observés étaient liés à la pollution par le mercure. On avait, en effet, remarqué que les chats du port devenaient fous jusqu'à se jeter dans la mer pour s'y noyer. Cette observation permit de faire le lien avec la population la plus touchée : les familles de pêcheurs. Les poissons tenaient une part importante dans l'alimentation de ces deux groupes. Les dirigeants de la Compagnie, qui avaient déjà fait jouer le sentiment de la reconnaissance due, le giri, pour museler la population, tentèrent par tous les moyens de discréditer leur chercheur, le faisant passer pour un dangereux gauchiste, puis émettant l'idée, pour le disqualifier, que la maladie était due à un moustique.
Les déversements de mercure continuèrent jusqu'en 1966 où un procédé de synthèse plus économique (et accessoirement moins polluant) fut mis en place.
Durant toute cette période (1932-1966), environ 400 tonnes de mercure furent rejetées dans la baie.
À partir de 1977, les boues contaminées furent traitées et stockées.
En 1993, le mariage du prince héritier Naruhito avec la petite-fille de Yutaka Egashira, président de Chisso à l'époque des faits, provoqua une indignation passagère au Japon.[pourquoi ?]
Il fallut attendre 1996 pour que l'État propose un compromis pour indemniser l'ensemble des victimes.
En 2009, 53 ans après le début officiel de la maladie (mai 1956), plus de 13 000 malades ont été reconnus par l'entreprise et l'État :
- 2 955 personnes reconnues par les comités préfectoraux ;
- 51 personnes, à l'issue de la décision de la Cour suprême en 2004 ;
- 10 353, lors du compromis politique de 1995/96.

Cependant près de 25 000 sont encore en attente d'une décision :
- 6 103 attendent une décision du système de reconnaissance ;
- 17 780 reçoivent un certain suivi médical, mais il ne donne pas droit à une indemnisation et une reconnaissance de jure ;
- 1 509 sont encore en procès avec l'État.

Par-delà ce décompte, il reste difficile de savoir exactement combien de personnes ont été touchées.
Il existe, à long terme, une augmentation sensible du nombre de leucémies.

## Activités humaines pouvant poser des problèmes d'intoxication au mercure
Cette section devrait être déplacée dans l'article Intoxication au mercure.
Pour plus d’informations, se reporter en page de discussion. (mai 2023)
- L'orpaillage (l'extraction de l'or) utilise une grande quantité de mercure qui, sans traitement, risque de contaminer les populations locales[7]. En Guyane par exemple, la Fédération des Organisations Amérindiennes de Guyane a décidé de se porter partie civile et de porter plainte contre X pour empoisonnement[8].
- Plombages des dents cariées : l'amalgame utilisé en Europe, depuis 1830, est composé pour moitié de mercure. Néanmoins, il n'existe aujourd'hui aucune preuve scientifique susceptible de remettre en cause l'innocuité de l'amalgame[9],[10],[11].

## Un problème à grande échelle
Cette section devrait être déplacée dans l'article Intoxication au mercure.
Pour plus d’informations, se reporter en page de discussion. (mai 2023)
Au total, chaque année, 4 500 tonnes de mercure sont relâchées par l'homme du fait de son activité industrielle et agricole.
- Rejets de mercure par les centrales thermiques au charbon.
- Rejets de mercure lors de l'incinération des déchets (le mercure se vaporise lors de la combustion ou est emporté par les fumées, et se disperse dans l'environnement par voie aérienne) : par exemple lors du recyclage des vieilles voitures, qui serait selon une récente étude américano-canadienne[réf. nécessaire], la quatrième source de mercure sur le continent nord-américain.
- Dissolution dans les eaux de surface de fongicides utilisées par l'agriculture et les papeteries.
- Rejets de mercure dans les eaux usées des industries (le mercure est encore très utilisé comme catalyseur ou revêtement de cathodes).

## Conséquences à l'échelle internationale

### Une pollution étendue
Cette section devrait être déplacée dans l'article Intoxication au mercure.
Pour plus d’informations, se reporter en page de discussion. (mai 2023)
La concentration a augmenté jusque dans les régions éloignées de toutes pollutions, comme le Groenland. Transportés par les airs, la neige et par les courants marins, les métaux lourds, dont le mercure, gagnent tous les continents du globe et touchent tous les écosystèmes et toutes les chaînes alimentaires.

### Convention de Minamata
Le désastre que représente cette pollution a fortement influencé l'écologisme. 
Sur le plan de l'action internationale, une Convention de Minamata fut préparée à partir de 2009 par l'ONU dans le but de limiter les rejets humains de mercure dans l'environnement.